# 環境エネルギー館

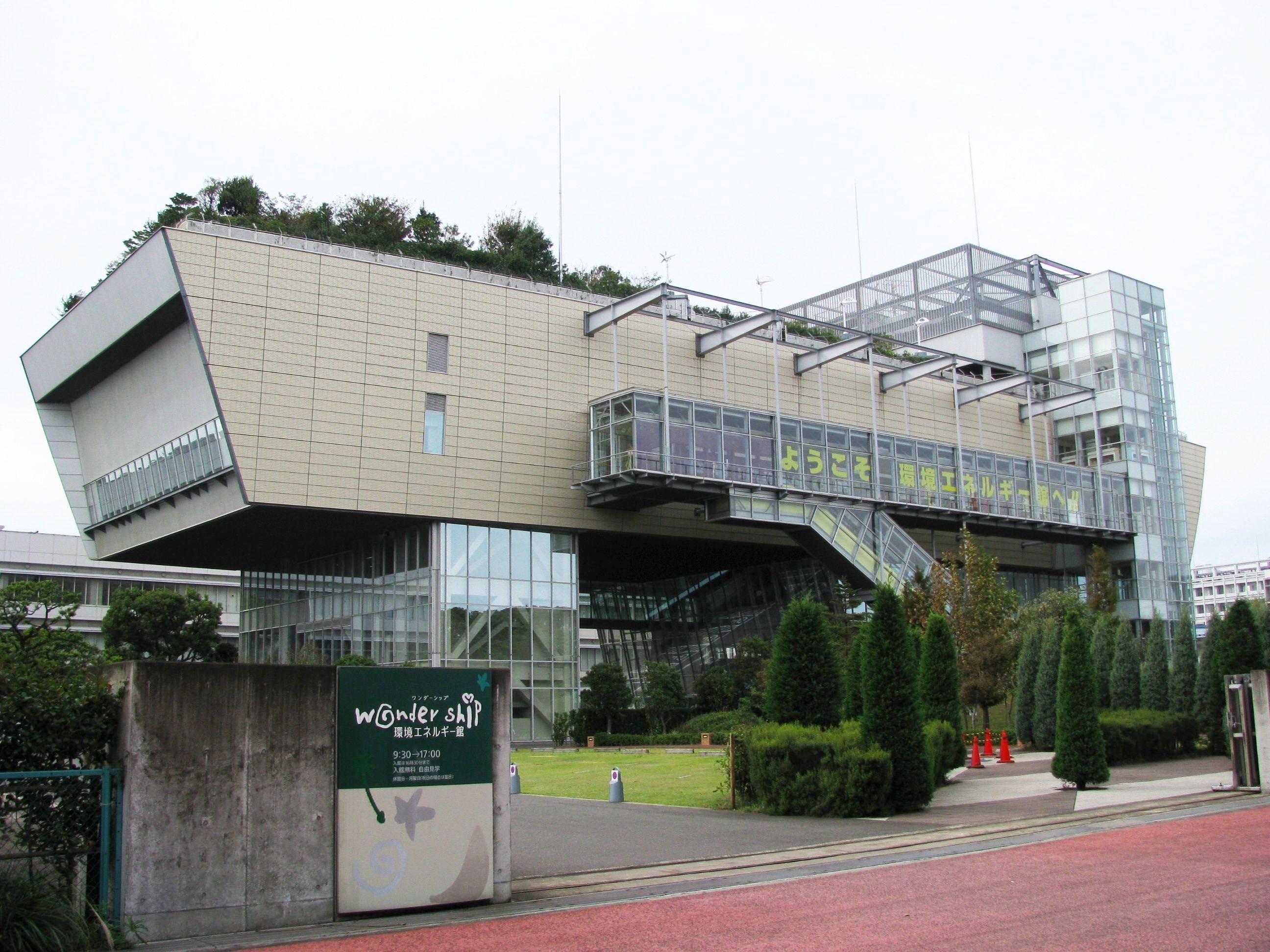
環境エネルギー館（2011年10月23日）

環境エネルギー館（かんきょうエネルギーかん）は、神奈川県横浜市鶴見区で東京ガスが運営していた環境、エネルギー学習施設である。
1998年11月5日に開館、施設の老朽化に伴い2014年3月16日に閉鎖して一部展示をガスの科学館に移設後、2015年度に解体して跡地は更地化する。

## 概要
所在地
神奈川県横浜市鶴見区末広町1-7-7
交通
京急本線京急鶴見駅またはJR京浜東北線鶴見駅東口、川崎鶴見臨港バス鶴08系統「東京ガス前」下車、徒歩1分
首都高高速横羽線汐入ICまたは生麦ICから5分
開館時間など
9:30 - 17:00（入館は30分前迄）
月曜（祝日の場合は翌日）・施設点検日・年末年始休館
見学方法
自由見学（入館無料）